# Стадничук, Николай Михайлович
Никола́й Миха́йлович Стадничу́к (1913—1980) — участник Великой Отечественной войны, Герой Советского Союза (1943).

## Биография
Родился 27 сентября 1913 года в Полтаве. В 1928 году окончил Полтавскую трудовую образцовую школу имени Ивана Франко (ныне гимназия № 6) и поступил в Полтавский дорожный техникум Южной железной дороги. В феврале 1929 года, в связи с переездом родителей в Киев перевёлся в Киевский строительно-дорожный техникум.
После окончания техникума работал прорабом на строительстве шоссейных дорог. В 1940 году окончил Киевский инженерно-строительный институт, по окончании которого работал в научно-исследовательском институте автотранспорта в Киеве архитектором. В мае 1941 года был призван в Красную армию.
В боях Великой Отечественной войны с июня 1941 года. Воевал на Южном, Северо-Кавказском, 1-м Украинском и Центральном фронтах.
В первый период войны в должности адъютанта штаба отдельного моторизованного батальона участвовал в наведении переправ через водные преграды, строительстве дорог и оборонительных сооружений.
На подступах к Днепру был тяжело ранен командир 21-го отдельного понтонно-мостового батальона и командование подразделением взял на себя старший лейтенант Стадничук. Подойдя к Днепру, воины 21-го понтонно-мостового батальона сразу приступили к организации переправы. При форсировании Днепра в пункте переправы № 4 севернее Киева (ныне Чернобыльский район Киевской области) старший лейтенант Николай Стадничук под артиллерийским, миномётным и пулемётным огнём лично руководил всеми работами по сборке первых мостовых понтонов и десантных паромов, под его руководством в кратчайшие сроки была осуществлена оперативная переброска имущества понтонного парка и проведена сборка паромов для обслуживания одновременно трёх пунктов переправ. 29 сентября 1943 года он был назначен начальником переправы в пункте № 4, где умело организовал сначала паромную, а затем и понтонную переправу. Бессменно руководя переправой, при частых интенсивных налётах вражеской авиации, образцово руководил переправой, сделал этот пункт переправы центральным, обеспечивающим максимальную пропускную способность. Только в ночь на 8 октября 1943 года в пункте переправы № 4, начальником которой был Н. М. Стадничук, было переправлено свыше двух дивизий.
Указом Президиума Верховного Совета СССР от 17 октября 1943 года за образцовое выполнение боевых заданий командования, личную отвагу и решительность, проявленные при форсировании Днепра, старшему лейтенанту Стадничуку Николаю Михайловичу было присвоено звание Героя Советского Союза с вручением ордена Ленина и медали Золотая Звезда.
Позже Николай Стадничук отличился в Корсунь-Шевченковской операции, при форсировании Вислы и Одера, наведении переправ через реку Шпрее, штурме Берлина.
После окончания Великой Отечественной войны продолжал службу в ВС СССР. Работал в военно-строительных организациях и аппарате Министерства обороны СССР. Участвовал в создании оборонительных военных рубежей в Монголии. Награждён орденом «Знак Почёта» и монгольским орденом Сухэ-Батора. Удостоен звания «Заслуженный архитектор РСФСР».
С 1971 года полковник-инженер Н. М. Стадничук — в запасе. Жил в Москве. Избирался депутатом Мособлсовета и районного совета Свердловского района Москвы.

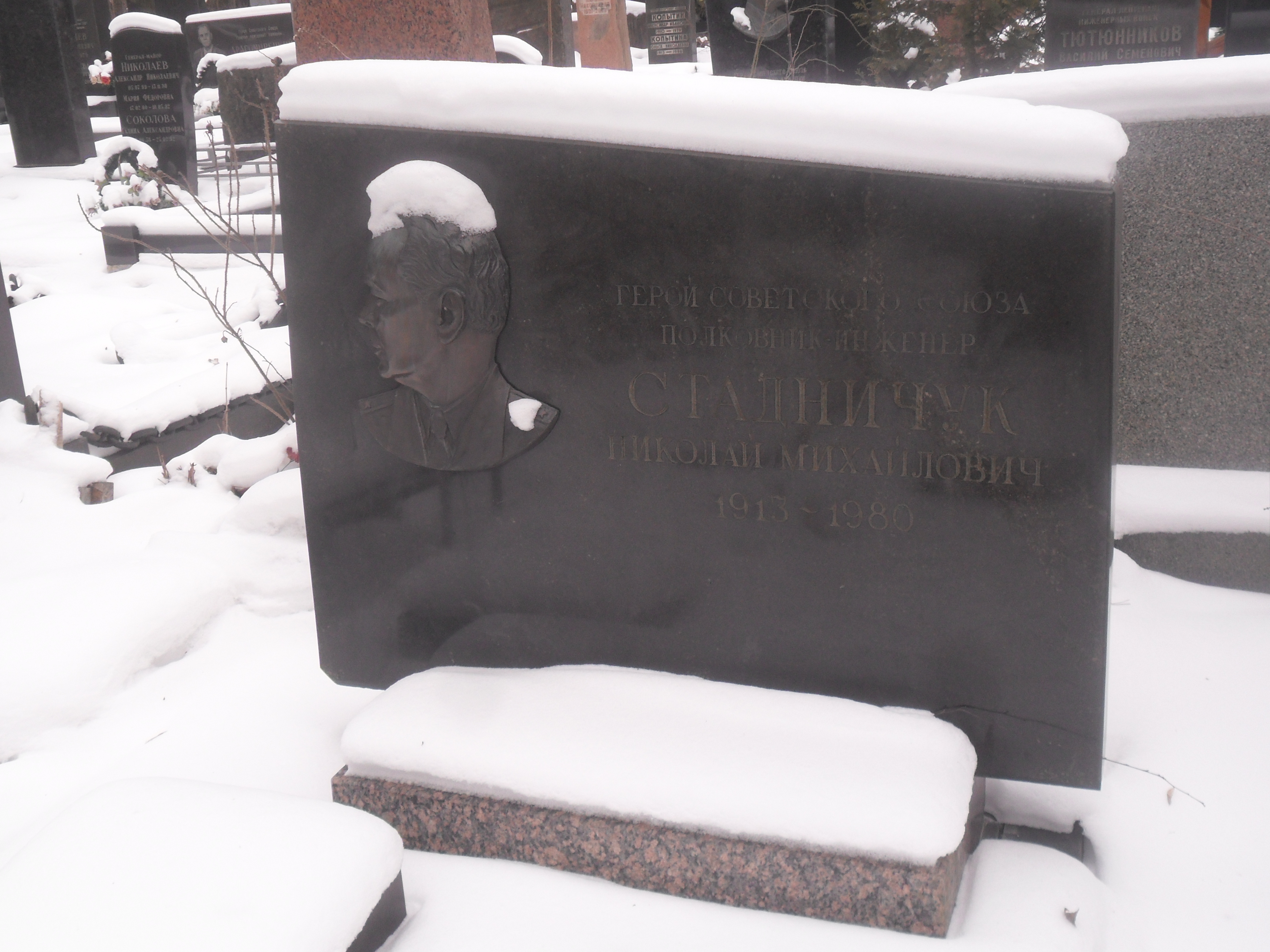
Могила Стадничука на Кунцевском кладбище Москвы.

Умер 21 июня 1980 года. Похоронен на Кунцевском кладбище Москвы (уч. 9-3).

## Память
В честь Героя на здании полтавской гимназии № 6 установлена мемориальная доска с надписью «В полтавской трудовой школе № 6 с 1921 по 1928 год учился Герой Советского Союза полковник-инженер Николай Михайлович Стадничук (1913—1980)».